# The Sympathizer (Miniserie)
The Sympathizer ist eine Miniserie, die auf dem mit dem Pulitzer-Preis ausgezeichneten gleichnamigen Roman von Viet Thanh Nguyen basiert. 
Die sieben Folgen umfassende Miniserie wurde von den Showrunnern Park Chan-wook und Don McKellar entwickelt, wobei Park auch bei der Serie Regie führte. Die Dramedy-Serie wurde von A24 und Rhombus Media für HBO produziert und wurde erstmals im Frühjahr 2024 auf Max und Sky ausgestrahlt. Eine deutschsprachige Fassung wird voraussichtlich ab Juni 2024 auf Sky Atlantic gesendet.

## Handlung
Die Serie basiert auf der Geschichte des Captains, einem im Dienst Nordvietnams tätigen Spitzels in der südvietnamesischen Armee, wo er als Adjutant des Generals Ton Le dient. Gegen Ende des Vietnamkriegs, als die südvietnamesische Hauptstadt Saigon fällt, soll er seinem südvietnamesischen General in die USA folgen und dort weiter als Spitzel fungieren. Als er schließlich, in den USA angekommen, in einer Kommune südvietnamesischer Flüchtlinge lebt und dem Vietkong dazu Bericht erstattet, ringt er zusehends zwischen seinen ursprünglichen Loyalitäten und seinem neuen Leben.

## Produktion
Im April 2021 gab Viet Thanh Nguyen bekannt, dass sein Roman The Sympathizer bei der Filmproduktionsgesellschaft A24 Kandidat für eine Verfilmung ist. Im Juli bestellte HBO die Serie bei A24 und Robert Downey Jr. stieg als Executive Producer und Darsteller in das Projekt ein.
Der Bundesstaat Kalifornien gewährte der Produktion eine finanzielle Förderung in Höhe von über 17,4 Millionen US-Dollar. Casting-Direktorin Jennifer Venditti startete ein weltweites Casting, um eine passende Hauptbesetzung zu finden.
Die Dreharbeiten fanden von November 2022 bis Mai 2023 in den kalifornischen Städten Santa Clarita und Los Angeles sowie in Thailand und in Vietnam (dort in Ho-Chi-Minh-Stadt) statt. Downey verkörpert mehrere Nebenfiguren, die das amerikanische Establishment repräsentieren. Ein erheblicher Teil Robert Downeys Darstellung ist improvisiert.

## Besetzung und Synchronisation
Die Synchronisation der Serie wurde bei der RC Production nach einem Dialogbuch von Alexander Löwe und Kathrin Neusser sowie unter der Dialogregie von Neusser veröffentlicht.
| Rolle                                                                    | Darsteller        | Synchronsprecher  |
| ------------------------------------------------------------------------ | ----------------- | ----------------- |
| Captain                                                                  | Hoa Xuande        | Oscar Räuker      |
| Schütze Dao                                                              | Scott Ly          |                   |
| Bon                                                                      | Fred Nguyen Khan  | Konrad Bösherz    |
| General                                                                  | Toan Le           | Stefan Krause     |
| Funker Skinny                                                            | Tom Dang          |                   |
| Der gereizte Kapitän                                                     | Tien Pham         |                   |
| Claude / Professor Robert Hammer / Ned Godwin / Niko Damianos / Priester | Robert Downey Jr. | Tobias Meister    |
| Madame (Frau des Generals)                                               | Ky Duyen          | Julia Blankenburg |
| Mutter des Bürgermeisters                                                | Kieu Chinh        |                   |
| Frau des Bürgermeisters                                                  | VyVy Nguyen       |                   |
| Kommunistischer Spion                                                    | Kayli Tran        |                   |
| Des Kapitäns Mutter                                                      | Diem Truong       |                   |
| Mechaniker                                                               | Evan Shafran      |                   |